# Alfred Rabenja
Alfred Rabenja (ur. 27 listopada 1944, zm. w marcu 2011) – madagaskarski lekkoatleta, sprinter.
Miał siedmioro rodzeństwa, z którego był najmłodszy.
Brał udział w igrzyskach olimpijskich w 1972 (Monachium), na których startował tylko w eliminacjach sztafety 4 × 100 metrów. Sztafeta w składzie: Alfred Rabenja, Jean-Louis Ravelomanantsoa, André Ralainasolo i Henri Rafaralahy, zajęła w swoim biegu eliminacyjnym przedostatnie, szóste miejsce z czasem 40,58. Był to 19. wynik eliminacji (startowało 27 sztafet). W czasie trwania igrzysk miał około 170 cm wzrostu i 70 kg wagi.